# 元鑒 (安樂王)
元鑒（?—527年9月27日），字長文，河南郡洛阳县（今河南省洛阳市东）人，魏文成帝拓跋濬曾孫，北魏平北将军、侍中、尚书左仆射、安乐武康王元诠之子，北魏宗室、官员。

## 生平
父親元詮過世後，元鑒襲封安樂王爵位。正光五年（524年）元鑒當時擔任秘書監，當年九月梁朝派遣軍隊進攻淮陽地區，元鑒領兵攻討，隔年孝昌元年（525年）一月，徐州刺史元法僧割據彭城投降梁，梁將胡龍牙、成景儁、元略等人率軍接應，元鑒又回師攔阻梁軍，先在彭城南方擊敗元略部隊，但之後被元法僧擊敗退兵。還朝後任命為青州刺史。
孝昌元年（525年）三月，齊州地區發生動亂，清河郡和廣川郡的民眾或殺、或執太守分別起事，元鑒領兵討平。後改任相州刺史、北討大都督、北道行臺，預備討伐正在圍攻信都的葛榮，元鑒為人凡庸，當時見到天下動亂便心懷不軌，在孝昌三年（527年）七月佔據鄴城反叛，投降葛榮。灵太后怀疑元鉴是要迫使她释放正在受审的岳父李宪，诏令赐李宪自杀。源子雍和李神軌、裴衍等將領領兵攻打鄴城，八月丁未（527年9月27日）将元鑒斬首。魏孝明帝元诩诏令将元鉴姓氏从元氏改为拓跋氏。建义元年四月甲辰（528年5月21日），魏孝庄帝元子攸恢复元鉴的爵位安乐王，特許元鉴回復宗族的身分，追赠使持节、侍中、司空公，葬于邺西漳南负墎廿五里罗山。

## 家庭

### 兄弟
- 元斌之，西魏尚书令、颍川武襄王

### 夫人
- 李季嫔，出自赵郡李氏东祖，北魏征东将军、扬州刺史、淮南大都督、濮阳文静伯李宪第四女[3]